# 高鍋町

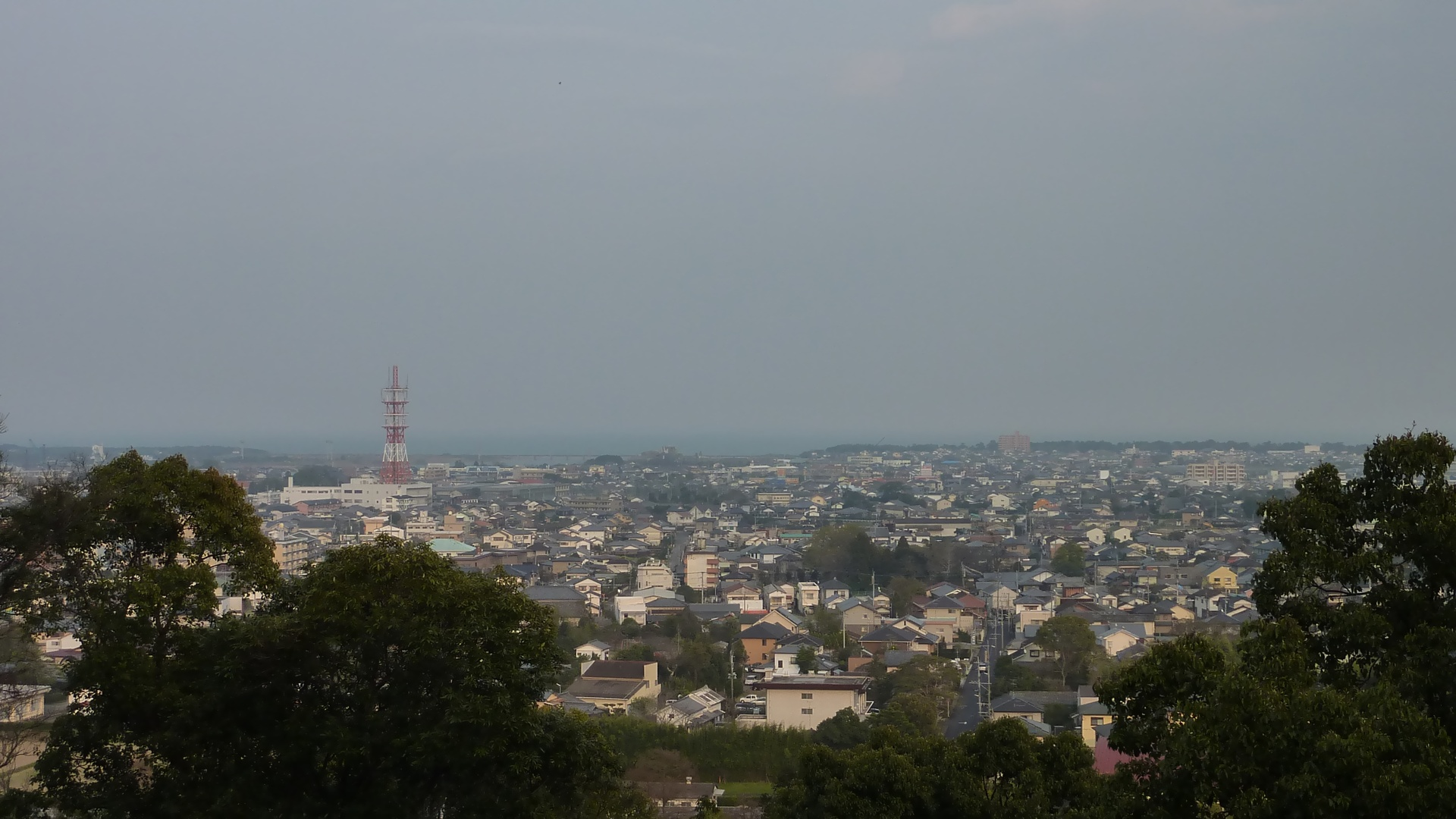
舞鶴公園（高鍋城址）からみた市街地

高鍋町（たかなべちょう）は、宮崎県の中央部の海岸沿いにある町。児湯郡に属する。宮崎県内で最も面積が小さい自治体である。
江戸時代に秋月氏の治める高鍋藩の城下町として栄え、全寮制の藩校・明倫堂で人材育成に力を注いだ教育の藩であった。古くは「財部」と呼び、江戸時代に「高鍋」と改称された。
近代以降も児湯地方の中心として発展し続け、県や国の出先機関、高校、大学などさまざまな施設が集中している。

## 地理
宮崎平野の北部に位置し、中央を小丸川が流れ、日向灘に注ぐ。沖積平野と、洪積台地のみであり、全体的に平坦。
- 河川: 小丸川
- 湖沼: 高鍋湿原
- 海域: 日向灘 - 今後発生が予見されている南海トラフ巨大地震の際には、町内の海岸に最大10mの津波が到達することが予想されている[2]。

### 隣接する自治体
- 西都市
- 児湯郡：木城町、川南町、新富町

### 地名
- 蚊口浦（もとの児湯郡蚊口浦村）
- 北高鍋（北高鍋村）
- 南高鍋（南高鍋村）
- 高鍋町（児湯郡高鍋町、高鍋村の中心地）
- 上江（上江村、上江村上江）
- 持田（持田村、上江村持田）

## 歴史
- 1889年（明治22年）5月1日 - 高鍋村制施行
- 1901年（明治34年）2月7日 - 高鍋町制施行
- 1938年（昭和13年）10月1日 - 児湯郡上江村と対等合併し新町制の高鍋町となる
- 1949年（昭和24年）6月6日 - 昭和天皇が東小学校などに行幸（昭和天皇の戦後巡幸）[3]。

## 町政
- 町長：黒木敏之[4]（2017年2月27日 - 、現在2期目）
- 町議会：定数14人（現在の議員の任期は2026年12月1日までである）[5]

## 国政・県政

### 国政
衆議院小選挙区選挙では宮崎2区（延岡・日向・西都・児湯郡・西臼杵郡・東臼杵郡）に属する。近年選出の議員は以下のとおり。
- 2021年10月 (第49回衆議院議員総選挙)
  - 江藤拓（自民）

### 宮崎県議会
本町と都農町、川南町、新富町、木城町で選挙区（西米良村を除く児湯郡）をなす。定数は3人。近年選出の議員は以下のとおり。
- 2023年4月
  - 坂口博美（自民）
  - 図師博規（無所属）
  - 山下寿（自民）

## 公共機関

### 県の行政機関
- 高鍋県税・総務事務所
- 児湯福祉事務所
- 高鍋保健所
- 児湯農林振興局
- 宮崎県高鍋総合庁舎
- 高鍋土木事務所
- 高鍋警察署

### 国の行政機関
- 法務省福岡法務局宮崎地方法務局高鍋出張所
- 国税庁熊本国税局高鍋税務署
- 厚生労働省宮崎労働局高鍋公共職業安定所
- 農林水産省九州農政局宮崎農政事務所高鍋統計・情報センター
- 国土交通省九州地方整備局宮崎河川国道事務所高鍋出張所（河川）
- 高鍋パスポートセンター

## 経済

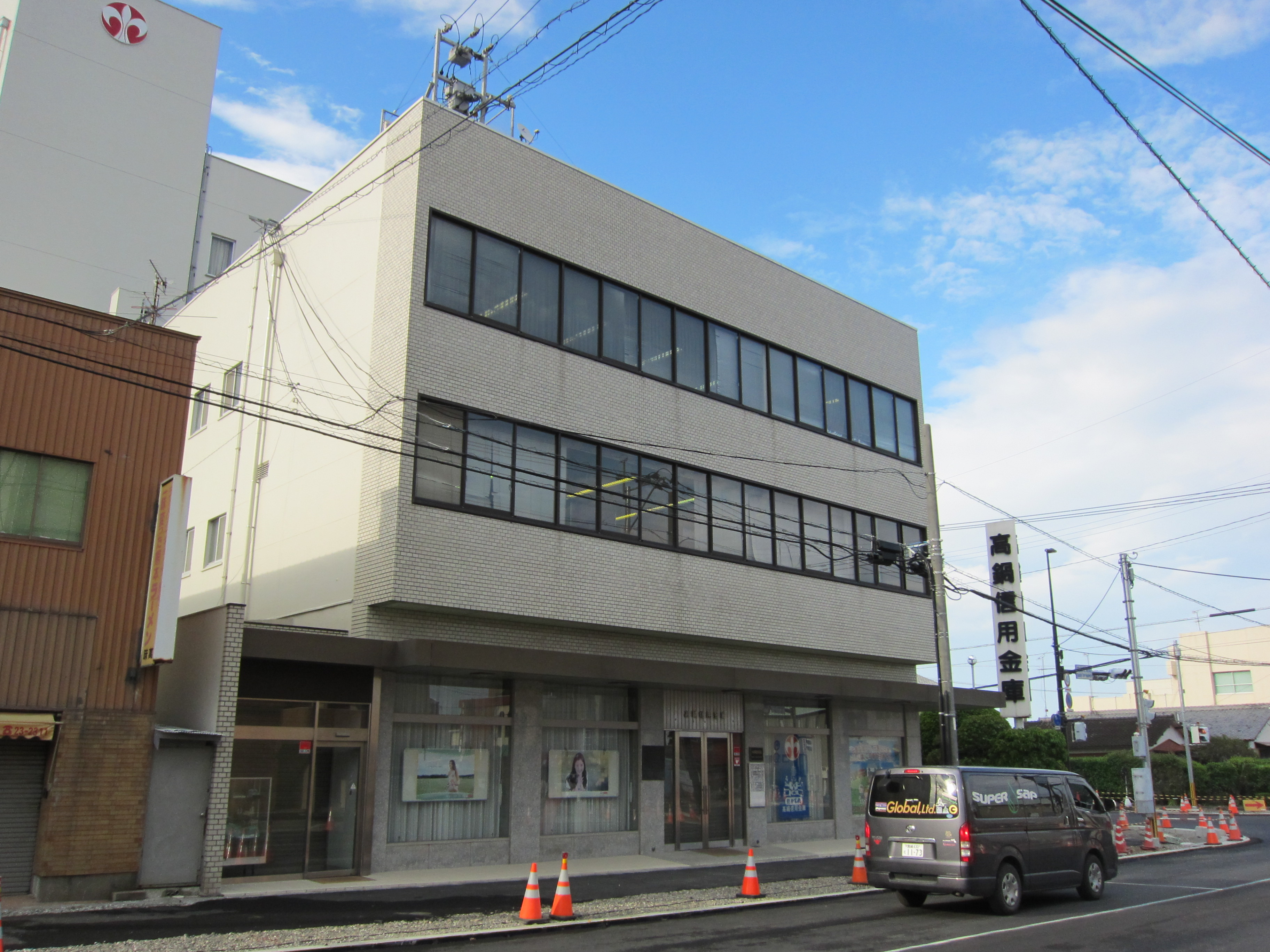
高鍋信用金庫本店

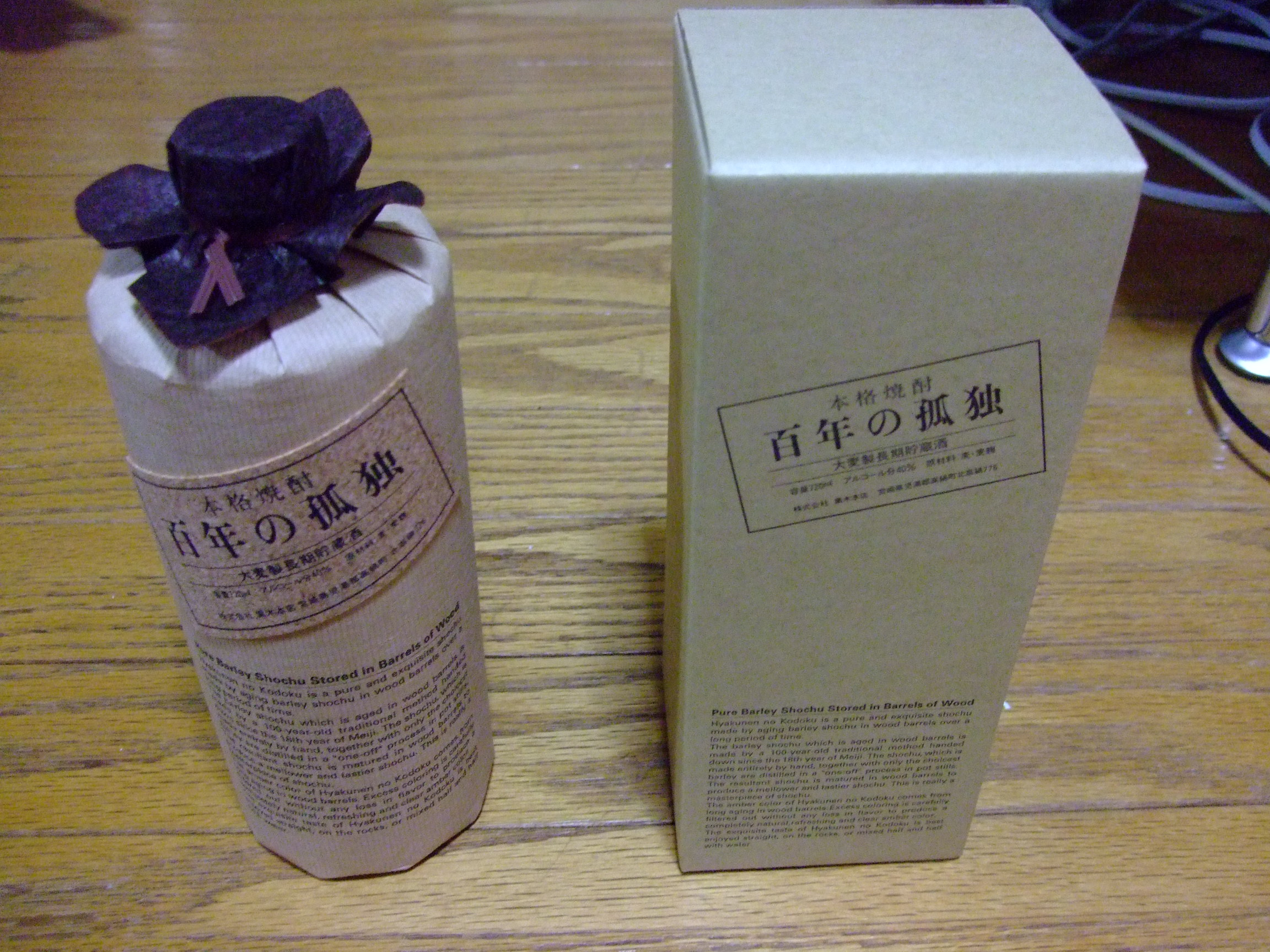
百年の孤独のボトルと外箱

### 産業
- 主な産業
野菜の促成栽培、ブロイラー・豚などの畜産業、茶の栽培が盛ん。このほか、焼酎、天然の牡蠣など。
- 産業人口

### 主な企業
- 南九州化学工業株式会社
- 高鍋信用金庫
- 黒木本店
- 宝酒造 高鍋工場（黒壁蔵）
- 増田工務店
- 勝田被服株式会社
- 宮崎キヤノン株式会社

## 姉妹都市・提携都市
- 米沢市（山形県）
  - 1981年4月27日姉妹都市提携
- 甘木市（福岡県）※現・朝倉市
  - 1967年10月1日姉妹都市提携
- 串間市（宮崎県）
  - 1968年11月21日姉妹都市提携

## 地域

### 健康
- 平均年齢

### 人口
| |                                        |  |
| 高鍋町と全国の年齢別人口分布（2005年） | 高鍋町の年齢・男女別人口分布（2005年） |  |
| ■紫色 ― 高鍋町 ■緑色 ― 日本全国 | ■青色 ― 男性 ■赤色 ― 女性              |  |
| 高鍋町（に相当する地域）の人口の推移 \| 1970年（昭和45年） \| 19,777人 \| \| \| 1975年（昭和50年） \| 21,494人 \| \| \| 1980年（昭和55年） \| 22,950人 \| \| \| 1985年（昭和60年） \| 23,239人 \| \| \| 1990年（平成2年） \| 22,970人 \| \| \| 1995年（平成7年） \| 22,886人 \| \| \| 2000年（平成12年） \| 22,748人 \| \| \| 2005年（平成17年） \| 22,522人 \| \| \| 2010年（平成22年） \| 21,733人 \| \| \| 2015年（平成27年） \| 21,025人 \| \| \| 2020年（令和2年） \| 19,922人 \| \| |                                        |  |
| 総務省統計局 国勢調査より |                                        |  |
| 1970年（昭和45年） | 19,777人                               |  |
| 1975年（昭和50年） | 21,494人                               |  |
| 1980年（昭和55年） | 22,950人                               |  |
| 1985年（昭和60年） | 23,239人                               |  |
| 1990年（平成2年） | 22,970人                               |  |
| 1995年（平成7年） | 22,886人                               |  |
| 2000年（平成12年） | 22,748人                               |  |
| 2005年（平成17年） | 22,522人                               |  |
| 2010年（平成22年） | 21,733人                               |  |
| 2015年（平成27年） | 21,025人                               |  |
| 2020年（令和2年） | 19,922人                               |  |

### 教育

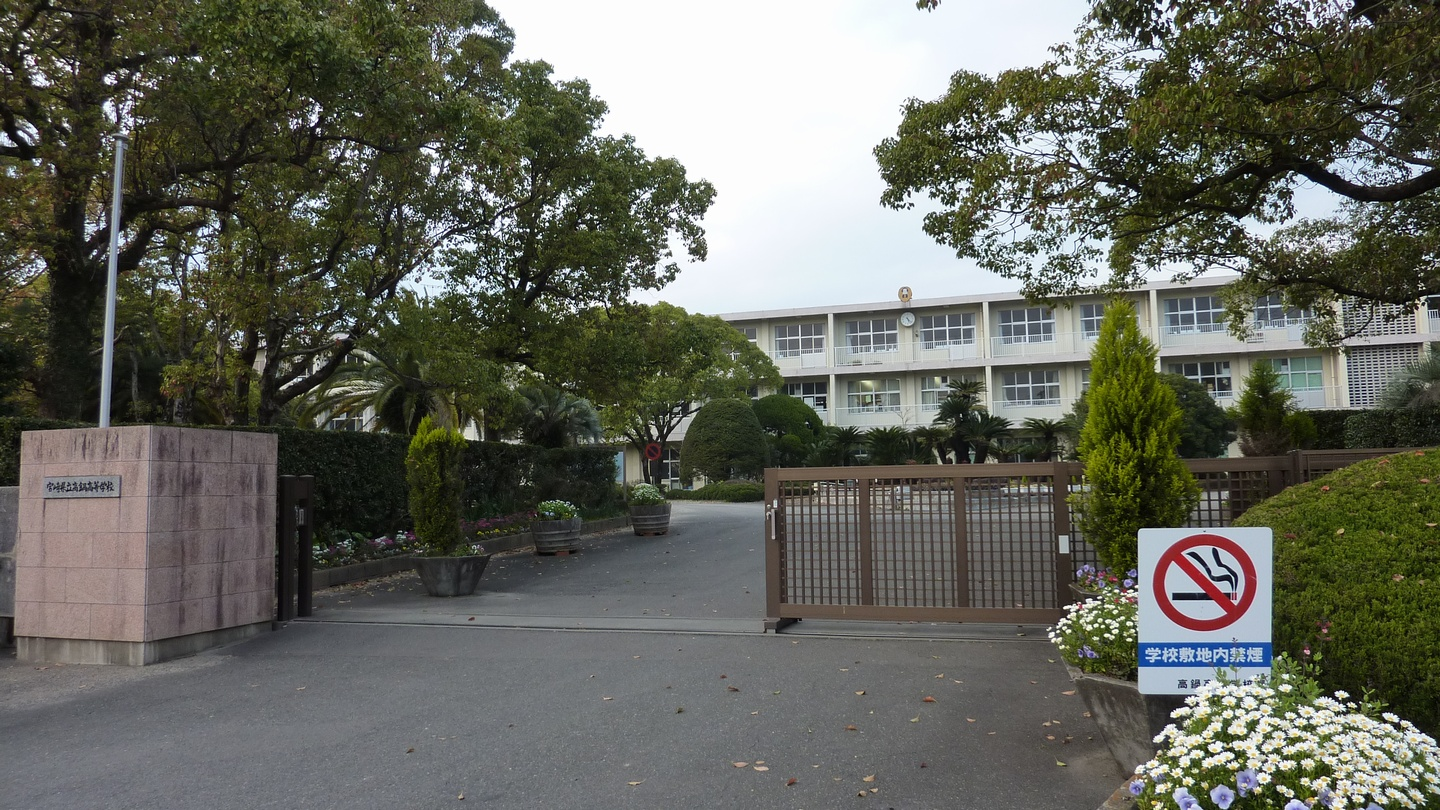
高鍋高校

#### 小学校
- 高鍋町立高鍋東小学校
- 高鍋町立高鍋西小学校

#### 中学校
- 高鍋町立高鍋東中学校
- 高鍋町立高鍋西中学校

#### 高等学校
- 宮崎県立高鍋高等学校
- 宮崎県立高鍋農業高等学校

#### 学校教育以外の施設
- 宮崎県立農業大学校（農業者研修教育施設）

## 交通

### 鉄道
- 九州旅客鉄道（JR九州）
  - 日豊本線
    - 高鍋駅

高鍋駅には普通列車・特急列車ともに停車する。宮崎市の中心駅である宮崎駅へは特急で約20分、普通で約30分。

### バス
- 宮崎交通 - 高鍋町と周辺の宮崎市・新富町・木城町・西都市を結ぶ一般路線を運行する。北高鍋に高鍋バスセンターがある。
  - 宮交シティ - 宮崎駅 - 佐土原駅前 - 三納代 - 高鍋駅前 - 高鍋BC - 木城温泉
  - 高鍋駅 - 高鍋BC - 高鍋温泉めいりんの湯 - 一丁田 - 西都BC
  - 高鍋BC - 高鍋駅 - 三納代 - 新富町役場前 - 西都BC
- 三和交通 - 高鍋町・川南町・都農町を結ぶ路線を運行する（2023年10月1日より従来の宮崎交通バスの代替）。
  - 海老原総合病院 - 高鍋BC - 高鍋駅 - トロントロン - 都農 - 道の駅つの - 都農町立病院
- 高鍋町内巡回バス - 町内各地を運行する。
- 美登観光バス - 福岡市・八代市への高速バス「みとシティライナー」を運行
  - キャナルシティ博多・新八代駅 - 高鍋役場前 ※運休中

### 道路
- 高速道路
  - E10 東九州自動車道 : (27) 高鍋インターチェンジ
- 一般国道
  - 国道10号
- 都道府県道
  - 宮崎県道19号石河内高城高鍋線
  - 宮崎県道24号高鍋高岡線
  - 宮崎県道44号宮崎高鍋線
  - 宮崎県道302号高鍋美々津線
  - 宮崎県道308号高鍋インター線

### 遠隔地との連絡
- 空港は宮崎空港が最寄り。高鍋駅より列車で直行可能である。
- 高鍋駅には特急「にちりん」「にちりんシーガイア」「ひゅうが」が発着し、宮崎県内のほか大分市・別府市・北九州市・福岡市などへの移動も可能。また宮崎駅で特急「きりしま」に乗り換えることにより都城市・霧島市・鹿児島市などへの移動も可能。
- 東九州道高鍋ICは全国的な高速道路網と接続している。

## 観光

### 名所

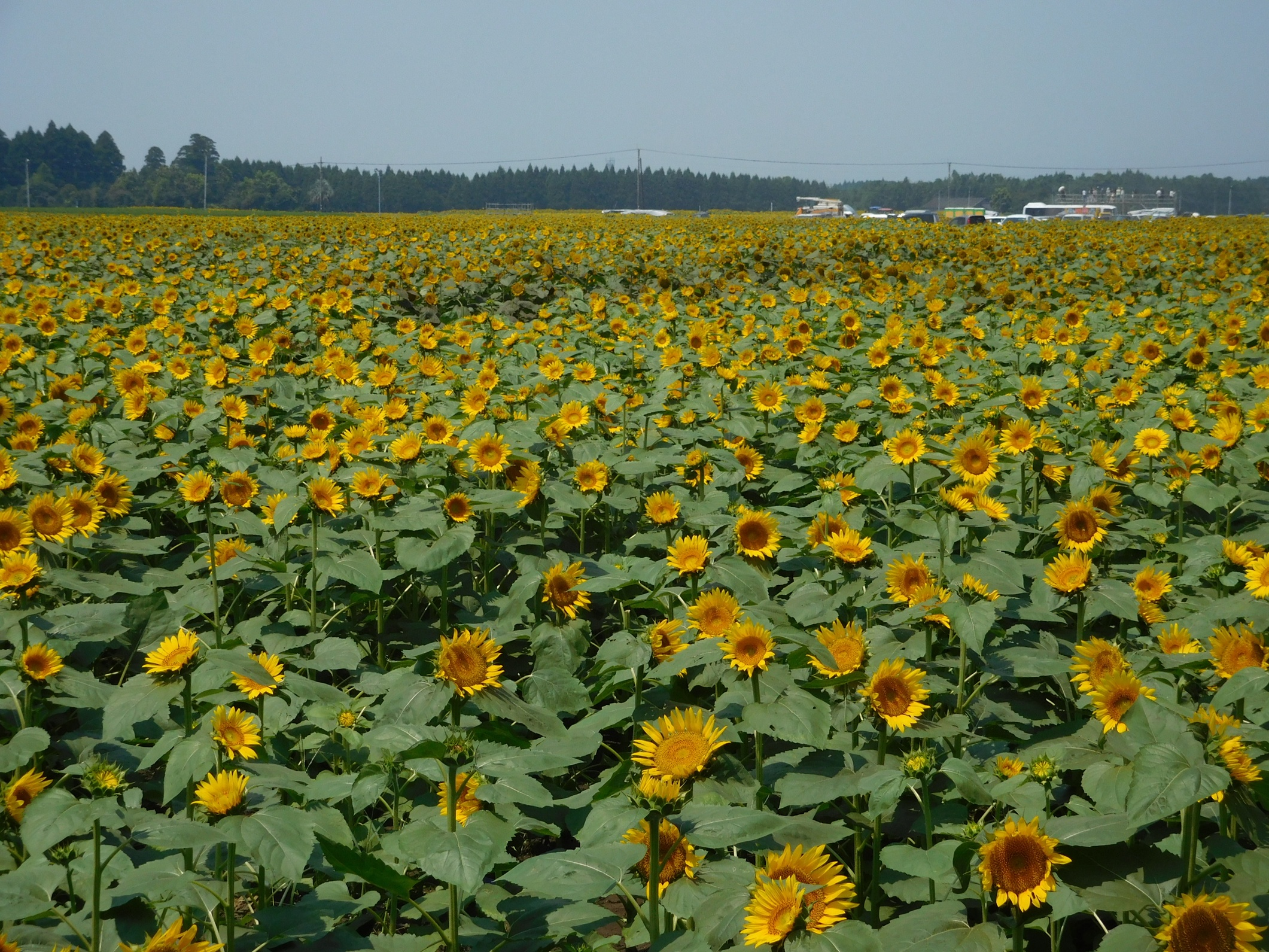
ひまわり畑

- 高鍋湿原
- 蚊口浜（サーフィン）
- 染ヶ丘ひまわり畑

### 旧跡
- 舞鶴公園（高鍋城址）
- 持田古墳群
- 高鍋大師（宮崎観光遺産登録）
- 高鍋藩家老屋敷
- 石井十次生家
- 琴弾の松碑
- 高鍋古墳（鵜戸神社そば）

### 文化施設
- 高鍋町歴史総合資料館
- 高鍋町美術館
- 高鍋町立高鍋図書館
- 高鍋町中央公民館ホール

### スポーツ・レジャー施設

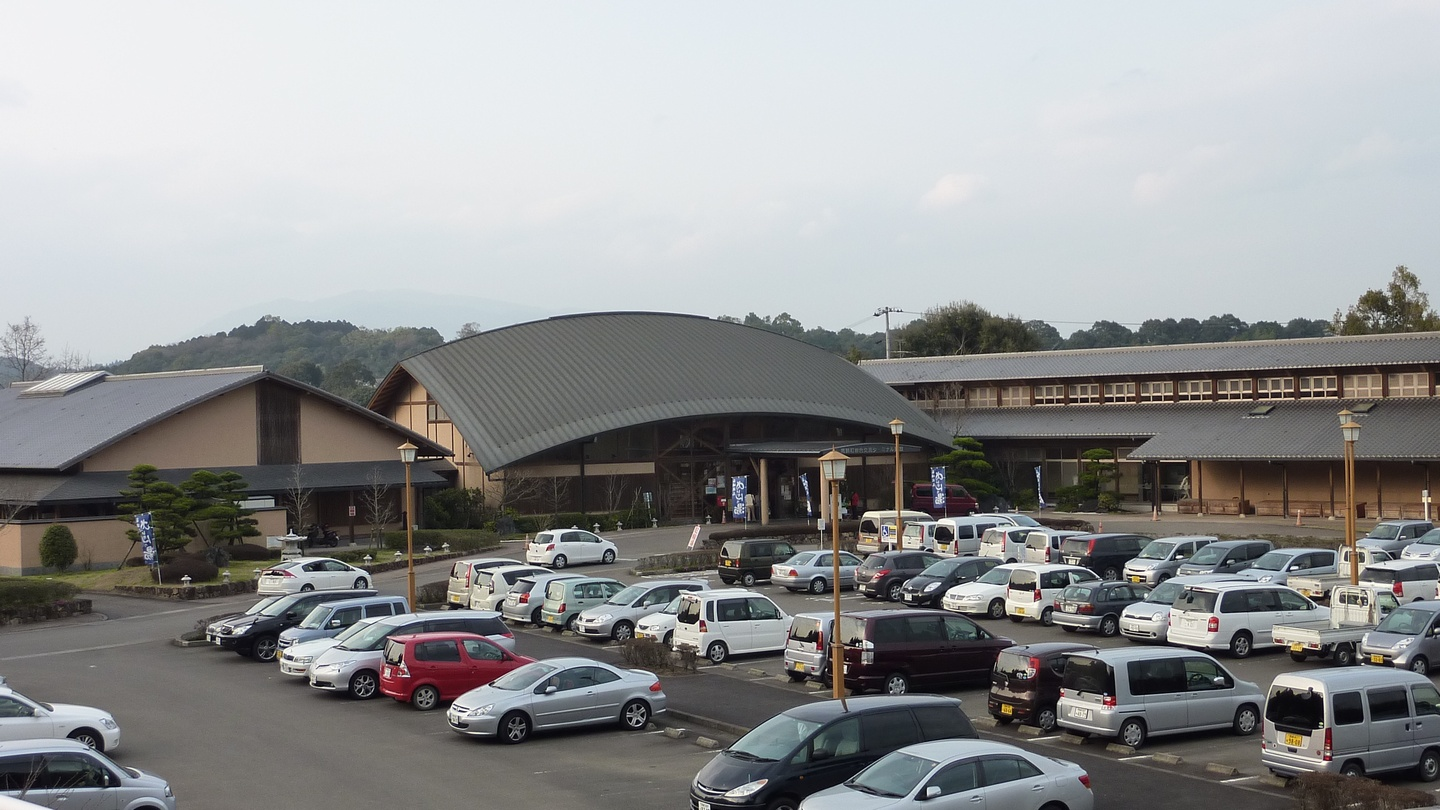
めいりんの湯

- 高鍋町営野球場
- 高鍋町総合体育館
- 高鍋町テニス場
- 高鍋町弓道場
- 高鍋町健康づくりセンター
- 高鍋町勤労者体育センター
- 高鍋町スポーツセンター
- 高鍋温泉 めいりんの湯
- 小丸河畔運動公園

### 祭事・催事
- 神社夏祭礼（7月）（各神社で毎週末に実施）
- 荒神さん夏祭り - 勇壮な太鼓屋台（神輿）が町内を練り歩き、四つ角で屋台の倒しあいが行なわれる。威勢のいい太鼓のリズムと担ぎ手の熱気と迫力は、高鍋町の夏の風物詩である。
- 高鍋城灯篭まつり（2005年度開催より名称変更・以前は「舞鶴城灯篭祭り」） - 11月の第3土曜前後に、高鍋町の舞鶴公園一帯で実施されるイベント。高鍋藩由来の「明倫堂」の教えに「灯りをともす」をコンセプトに、園内・県内で唯一残る水を張った城掘沿いに設置された約3000基の石灯籠や有志ボランティアで作られた竹灯篭などに灯りが入ると幻想的な世界が広がる。物産展や屋台、ステージイベントなども行なわれている。
- 高鍋まちなか元気市(高鍋まちなか商業活性化協議会・東児湯五町連携協議会が中心となり、2011年12月より毎月行われている物産イベントである。イベント会場には焼き台が設置されており、高鍋の地場産品や高鍋天然牡蠣等をその場で焼いて食べる事ができる。)
- 宮崎県内でも屈指の餃子の街。

### 特産品
- お茶
- 高鍋天然牡蠣
- キャベツ

## 高鍋町出身の有名人
- 今井美樹（歌手）
- 谷道夫（ボーカルグループ「デュークエイセス」リーダー）
- 石井十次（日本最初の孤児院の創設者）
- 小沢治三郎（太平洋戦争時の海軍軍人・最後の連合艦隊司令長官）
- 安田尚義（歴史学者・歌人）
- 鈴木馬左也（第3代住友総理事）
- 三好退蔵（大審院長・初代検事総長・初代司法次官）
- 秋月左都夫（外交官、読売新聞社社長）
- 緑魔子（女優）
- かみちぃ（お笑い芸人・ジェラードン）
- 岩岡保宏（元プロ野球選手）
- 金城興福（元関脇力士）
- 萱嶋高（旧陸軍中将・宮崎市長）
- 岩下克樹（テレビ宮崎アナウンサー）
- 咲妃みゆ(元宝塚歌劇団雪組トップ娘役)
- 上條勝久(元建設大学校長、元参議院議員)
- 河野扶（洋画家）
- やす（お笑い芸人・ずん）
- 岩村兼善（海軍主計少将、貴族院勅選議員）
- GADORO（ラッパー）
- 黒岩司（俳優）

## 高鍋町にゆかりのある有名人
- 上杉鷹山（日向高鍋藩主・秋月種美の次男で、第9代米沢藩主）　正室の子であり、江戸生まれの江戸育ちである。
- 源重之（平安時代の日向の国司。彼の詠んだ歌碑(琴弾の松)が町内にある。）
- 中山悟志（サッカー選手、高鍋東中学校出身） 宮崎市出身
- 武藤重勝（詩人、図書館情報学者） 日本統治下の台湾出身
- スカイ・ブラウン （スケートボード選手[6]）
- GADORO (ラッパー)

## 高鍋町が舞台またはロケ地となった作品
- 映画「石井のお父さんありがとう」
- テレビドラマ「君が海に帰る日」（1991年9月、フジテレビ系列）柴田恭兵主演
- 連続テレビ小説 わかば（2004年9月 - 2005年3月、NHK）原田夏希主演